# Kathy Rain
Kathy Rain ist ein Point-and-Click-Adventure mit Mystery-Elementen, das von Clifftop Games produziert und von Raw Fury veröffentlicht wurde. Es ist das erste Spiel von Clifftop Games. Im Herbst 2021 erschien ein Director’s Cut im Breitbildformat mit erweiterten Rätseln und einer verlängerten Handlung. Diese Fassung erschien zusätzlich für Linux, iOS und Android.

## Spielprinzip
Verwendet wird eine genretypische Point-and-Click-Oberfläche. Für die überarbeitete Director’s-Cut-Fassung wurde diese zu einer Ein-Klick-Oberfläche vereinfacht.

## Handlung
Kathy Rain ist Journalistik-Studentin. Sie erhält von ihrer Mitbewohnerin die Nachricht über den Tod ihres Großvaters. Sie entschließt sich zu dessen Beerdigung in ihre Heimatstadt zurückzufahren. Dieser Ort ist geprägt von schmerzhaften Kindheitserinnerungen. Bei einem Besuch ihrer Großmutter erfährt sie von merkwürdigen, wiederkehrenden Vorfällen und vom Unfall ihres Großvaters. Sie beschließt, der Sache auf den Grund zu gehen und sich somit auch ihrer Vergangenheit zu stellen.

## Entwicklung
Die Entwickler gaben an, dass die Fernsehserie Twin Peaks als Inspiration herhielt. Der starke weibliche Hauptcharakter sei von Buffy – Im Bann der Dämonen, Ellen Ripley aus Alien und Veronica Mars inspiriert. Ursprünglich wurde Adventure Game Studio eingesetzt. Für den Director’s Cut wurde auf Unity umgestellt. Die Tonregie übernahm Dave Gilbert.

## Rezeption
Der Pixel-Art-Stil sei gelungen, die Rätsel fast immer logisch nachvollziehbar. Das Ende drifte etwas zu sehr ins Übernatürliche ab. Häufige Gebietswechsel gehen mit störenden Ladepausen einher. Die wechselnden Musikstücke unterstreichen die schöne Atmosphäre. Die Denkaufgaben sind fordernd aber nicht zu schwer. Die Neugier über das Ende der Geschichte bleibe bis zum Schluss aufrecht. Die Machart erinnere an Baphomets Fluch oder den Titeln von Wadjet Eye Games. In der ursprünglichen Fassung lasse man den Spieler zum Ende mit Fragen zurück. Die Geschichte sei düster, werde aber durch die Protagonistin regelmäßig humorvoll aufgelockert. Die Steuerung sei sehr zugänglich.
Wer die ursprüngliche Fassung gespielt hat, für den lohne sich das erneute Durchspielen des Director’s Cut nicht. Die Unterschiede liegen vorwiegend im Detail. Die Verbesserungen hätten auch über ein klassisches Update ausgeliefert werden können, ohne erneut eine Neufassung abzuverkaufen.

### Auszeichnungen
AGS Awards
- Best Game Created with AGS 2016
- Best Puzzles 2016
- Best Character Art 2016
- Best Music & Sound 2016
- Best Voice Work 2016

Aggie Awards
- Best Writing – Drama[13]
- Readers Choice'
  - Best Adventure Game of the Year
  - Best Traditional Adventure
  - Best Gameplay
  - Best Character
  - Best Story